# IDF1

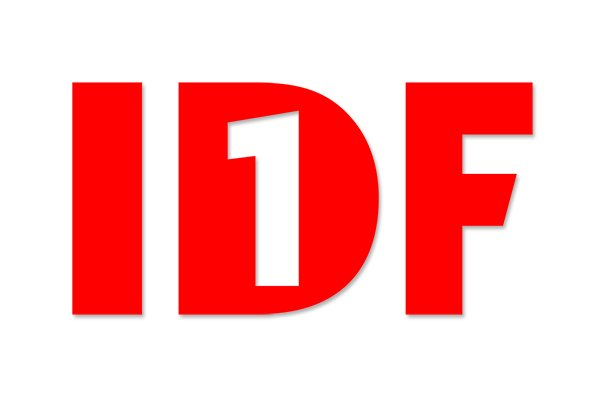
Logo

IDF1 es un canal de televisión local de Île-de-France comercial privado de entretenimiento y vocación familiar.

## Historia del canal
IDF1 fue seleccionado por el CSA Conseil supérieur de l'audiovisuel (France), en una decisión del 5 de junio de 2007, para su difusión en el canal 22 de la TNT de Île-de-France. El producteur Jean-Luc Azoulay se asoció a Marc Tessier (antiguo director de France Télévisions) y Michèle Cotta.
Dorothée presenta eventualmente programas.

### Eslogan
- IDF1, la chaîne n°1 chez vous !

## Organización

### Capital
IDF1 está producido por Groupe JLA, cuyo accionista principal es Jean-Luc Azoulay, uno de los principales productores audiovisuales de Francia.

### Organigrama

#### Comité de dirección
Presidente:
- Jean-Luc Azoulay

Vice-Presidente:
- Marc Tessier

Vice-Presidenta:
- Michèle Cotta

Secretario General:
- Alexis Jouffa

Director Comercial:
- David Touitou

#### El Canal

##### Presentadores
- Dorothée: Madrina del canal de televisión presenta esporádicamente diversos programas.
- Jacky: Presentador de JJDA
- Patrick Puydebat: Presenta IDF1 Matin, IDF1 Midi, IDF1 C Vous, PPPLN, y actor en la serie ("Les vacances de l'amour")
- Isabelle Bouysse: Presenta IDF1 Matin, Eveil Matin, IDF1 C Vous, Docteurs, IDF1 Midi, Vous avez du talent y participa como actriz en la serie ("Les mystères  de l'amour")
- Laure Guibert: Presenta IDF1 Midi, IDF1 Matin, ID Psy y participa como actriz en la serie ("Les mystères  de l'amour")
- Macha Polikarpova:ID voyance
- Lynda Lacoste: Presenta IDF1 chez vous, Le cheval fait sa télé y Vous avez du talent
- Michèle Cotta: Presenta: Michèle Cotta, Bonsoir monsieur le maire
- Olivier Quéméner: Presenta  CLUB / IDF1 midi
- Laly Meignan: Presenta ID Voyance
- Nathalie Vincent: Presenta ID Voyages
- Manon Saidani: Presenta ID Voyance
- Elise: Presenta ID Casino
- Célyne Durand y Lise Kerverdo: Presentan ID Casino
- Isabelle kirszenblat: Presenta MISS JJDA " ISA II ID 'CLUB y IDF1 Midi/
- Gwendoline: Prersenta Libertins, libertines chéri

##### Realizadores
- Cédric Menéndez
- Jean-Pierre Spiero

##### Productores
- Cathy Gerber
- Jean Paul Césari
- Ludovic Lestavel

##### Técnicos, cámaras y asistentes
- Nicolas Ouvrard
- Cédric Menéndez
- Emilio Belmonte
- Arthur Even
- Victor Memain

##### Sonido
- Florian Denis
- Pierre Trisco
- Romain Boucrelle

##### Maquilladoras
- Gloria Binschedler

## Programación
IDF1 es una canal local destinado a la familia y el público joven. Ofrece series y telefilmes de ficción, telenovelas y producción propia.
PROGRAMAS
| - Jacky Journal d'Aujourd'hui - IDF1 Midi - Vous avez du talent ! - ID' Club - IDF1 chez vous - Bonjour Monsieur le Maire - ID Voyages - ID Voyance - ID CASINO - ID mag |

| - IDF 1 AN - Soirée d'ouverture de la chaîne IDF1 - Le grand Amour - Dorothée! - Dorothée! Choisissez vos animateurs! - Dorothée! Vous avez choisis vos animateurs! - Les Petits Nouveaux - Dorothée! Pas de Pitié pour le Net! - Jack'Île de France - Jacky Journal d'Aujourd'hui - IDF1 Matin - IDF1 Midi - Nous C Nous - Eveil Matin - Michèle Cotta renombrado bonjour monsieur le Maire y en la actualidad bonsoir monsieur le maire - IDBD - Adeline avec des bulles - IDF1 chez vous - L'invité dans votre ville - Studio 24 en la actualidad llamado ID Film - Sortir - Correspondants IDF1 - IDF1 Soir - IDF1 Nuit - Marotte et Charlie - Le Noël de l'amitié - Nos commerçants ont du talent - Sylvie Vartan, de l'ombre à la lumière - Bonsoir, M. le maire - IDF 1 C vous - Docteurs - Avocats - ID Voyages - ID Voyance - IDF1 Midi Vacances - ID CASINO - IDF1 SOIR - ID Shopping - Vous avez du talent ! - Le cheval fait sa télé - La minute Pactole - Votre régime Dukan - ID1Faux - Les fausses nouvelles - ID Psy - Rallye 4 x 6 Off Road Tunisie - IDF1 2 ANS - La cagnotte IDF1 - ID Club - Libertins, libertines chéris - Météo - ID Gourmand |

### Series
| - 21 Jump Street - Amour océan - Au coeur du péché - Baie des flamboyants - Dieu - Más Sabe El Diablo - Entre justice et vengeance - Fame - Fame L.A. - Flipper le dauphin - Hélène et les Garçons - India, A Love Story - Island détectives - La Bastide blanche - La brigade du courage - La maison des enfants - Le G.R.E.C. - Le Groupe - Le miracle de l'amour - Le roman de la vie - Le Tuteur - Le vent des moissons - Les filles du maître de chai - Les garçons de la plage - Les hommes de coeur - Les Liaisons dangereuses - Les Maîtres du pain - Les Mystères de l'amour - Les Nouvelles Aventures de Skippy - Les Nouvelles filles d'à côté - Les Vacances de l'amour - Mademoiselle Navarro - Marc et Sophie - Marina - Mister T - Orages d'été - Orages d'été, avis de tempête - Parker Lewis ne perd jamais - Pat et les filles - Premiers baisers - Sauvés par le gong - Secrets de famille - SOS 18 - Un privé sous les tropiques - Vivement Lundi |

### Dibujos animados
| - Keroro, mission Titar - Dragon Ball (anime) - Spirou - Inspecteur Mouse - Cubitus - Cardcaptor Sakura - Tsubasa Chronicles - Les enfants du Mondial - Pim - Fennec - Enigma - Xcalibur - Tchaou et Grodo - Les quatre filles du docteur March - Plusters - Galaxy Railways - Gankutsuou - Fantôme 2040 |

## Difusión
Desde el 20 de marzo de 2008, IDF1 se emite por el canal 32 de la TNT gratuita en Île-de-France desde la émetteur de la Tour Eiffel, y también por redes de cable y ADSL.

## Enlaces
- Groupe JLA
- Dorothée
- Club Dorothée